# El Lobo
El Lobo és una pel·lícula d'espionatge espanyola del director de cinema francès Miguel Courtois, estrenada l'any 2004 i interpretada per Eduardo Noriega, José Coronado, Silvia Abascal, Santiago Ramos, Patrick Bruel i Jorge Sanz.
Va ser rodada a Barcelona, País Basc i Madrid, i va rebre dos Premis Goya: al millor muntatge i als millors efectes especials.
La història està basada en fets reals, i relata la vida de Mikel Lejarza (Eduardo Noriega), el Lobo, un agent del servei secret franquista infiltrat en la banda armada ETA entre 1973 i 1975, i que va aconseguir desestabilitzar l'organització amb la seva intervenció. Va ser utilitzat i traït pel mateix servei secret, i rebutjat per la seva pròpia família i amics. Un cop finalitzada l'Operació Lobo, amenaçat per la banda, va haver de canviar de cara i d'identitat, i desaparèixer sense deixar rastre; avui dia és encara objectiu prioritari d'ETA, i els comandos que van a perpetrar atemptats a Espanya se'ls entrega una bala de reserva per a matar-lo. La seva infiltració va suposar un cop dur a l'organització terrorista en el moment en què les seves activitats eren l'excusa perfecta perquè els sectors menys partidaris a l'evolució del règim franquista es decidissin a prendre el poder i bloquejar el futur democràtic.

## Argument
Eduardo Noriega protagonitza la història d'un obrer de la construcció basc que és arrestat per la seva connexió amb uns terroristes autors d'un assassinat. Atès als seus problemes financers es veu obligat a col·laborar amb el servei secret infiltrant-se en la banda terrorista.
Adopta el nom secret de el Lobo i, amb el temps, esdevé un membre actiu i de confiança d'ETA, actuant com un més. Descobreix que el grup està dividit internament entre els que són partidaris d'abandonar la lluita armada i transformar-se en un partit polític i els que volen seguir mantenint l'activitat terrorista fins a aconseguir la independència del País Basc.
Després de l'assassinat de Carrero Blanco en mans de la banda, Ricardo, el cap del servei secret, convenç als caps militars que posposin l'atac a ETA fins que el Lobo hagi complert la seva missió i puguin desmantellar-la. Però, quan la policia atrapa el líder etarra, denunciat per un altre membre desitjós d'ocupar la seva posició, els generals no volen esperar més temps i passen per davant del servei secret per a capturar (vius o morts) els membres d'ETA i atorgar-se, així, l'èxit.
Aquesta decisió inclou també la cerca d'el Lobo, qui es veu desemparat i sol en la lluita per la seva pròpia supervivència, ja que és perseguit per totes dues bandes.

## Repartiment
- Eduardo Noriega: Mikel Lejarza/Txema
- José Coronado: Ricardo
- Mélanie Doutey: Amaia
- Silvia Abascal: Begoña
- Santiago Ramos: Pantxo
- Patrick Bruel: Nelson
- Jorge Sanz: Asier
- Manuel Zarzo: Matías
- Fernando Cayo: Txino
- Roger Pera: Mediometro
- Saturnino García: Jubilat